# Circumferència de Ford

Cercle de Ford per q d'1 a 20. Els cercles amb q ≤ 10 tenen escrita la fracció p/q i estan pintats segons q. Cada cercle és tangent a la recta base i als cercles veïns. Les fraccions irreductibles amb el mateix denominador tenen cercles de la mateixa mida.

En matemàtiques, un cercle de Ford és un cercle amb centre a {\displaystyle \left(p/q,1/(2q^{2})\right)} i de radi {\displaystyle 1/(2q^{2}),} on {\displaystyle p/q} és una fracció irreduïble, és a dir, {\displaystyle p} i {\displaystyle q} són enters coprimers. Els cercles de Ford són tangents a l'eix horitzontal {\displaystyle y=0} i mai no s'intersequen: si se'n prenen dos qualssevol, són o bé tangents o bé disjunts.

## Història
Els cercles de Ford són un conjunt especial de cercles tangents. La recta base també pot considerar-se un cercle, de radi infinit. Apol·loni de Perge estudià conjunts de cercles tangents ja cap al 200 aC. El problema d'Apol·loni i el tamís apol·lonià duen el seu nom. Al segle xvii René Descartes descobrí el teorema de Descartes, que relaciona els radis de quatre cercles mútuament tangents.
Els cercles de Ford també apareixen al Sangaku (problemes geomètrics) de les matemàtiques japoneses. Un problema típic, presentat en una tauleta de 1824 a la prefectura de Gunma, tracta la relació entre tres cercles mútuament tangents al damunt d'una recta, també tangent a les tres. Donada la mida dels dos cercles grans exteriors, quina és la mida del cercle petit que hi ha entremig? La resposta és equivalent a un cercle de Ford:
{\displaystyle {\frac {1}{\sqrt {r_{\text{mig}}}}}={\frac {1}{\sqrt {r_{\text{esquerra}}}}}+{\frac {1}{\sqrt {r_{\text{dreta}}}}}.}
Els cercles de Ford deuen el nom al matemàtic estatunidenc Lester R. Ford, que va escriure sobre ells el 1938.

## Propietats
El cercle de Ford associada a la fracció {\displaystyle p/q} es denota {\displaystyle C[p/q]} o {\displaystyle C[p,q].} Hi ha un cercle de Ford associada a cada nombre racional. A més, la recta {\displaystyle y=1} també es considera un cercle de Ford, ja que podem considerar que té radi infinit, que és el cas {\displaystyle p=1,q=0.}
Dos cercles de Ford diferents són o bé disjuntes o bé tangents entre elles. No hi ha cap parell de cercles de Ford interiors que s'intersequin, per bé que hi ha un cercle de Ford tangent a l'eix d'abscisses a cada punt d'aquest eix amb coordenades racionals. Si {\displaystyle p/q} està entre 0 i 1, els cercles de Ford tangents a {\displaystyle C[p/q]} poden ser descrits de diferents maneres. Són:
1. els cercles {\displaystyle C[r/s]} on {\displaystyle |ps-qr|=1,}[1]
2. els cercles associats amb les fraccions {\displaystyle r/s} que estan al costat de {\displaystyle p/q} en alguna seqüència de Farey,[1]
3. els cercles {\displaystyle C[r/s]} on {\displaystyle r/s} és el següent antecessor més petit o més gran de {\displaystyle p/q} a l'arbre de Stern–Brocot o on {\displaystyle p/q} és el següent antecessor més petit o més gran de {\displaystyle r/s}.[1]

Els cercles de Ford també poden ser pensats com a corbes al pla complex. El grup modular de transformacions del pla complex envia els cercles de Ford a altres cercles de Ford.
Interpretant la meitat superior del pla complex com a model del pla hiperbòlic (el model del semiplà de Poincaré), els cercles de Ford també es poden interpretar com a tessel·lació del pla hiperbòlic mitjançant horocicles. Qualsevol parella de cercles de Ford són congruents en geometria hiperbòlica. Si {\displaystyle C[p/q]} i {\displaystyle C[r/s]} són cercles de Ford tangents, aleshores el cercle que uneix {\displaystyle (p/q,0)} i {\displaystyle (r/s,0)} i és perpendicular a l'eix d'abscisses és una recta hiperbòlica que també passa pel punt en què els dos cercles són tangents entre elles.
Els cercles de Ford són un subconjunt dels cercles en un tamís apol·lonià generat per les rectes {\displaystyle y=0} i {\displaystyle y=1} i el cercle {\displaystyle C[0/1].}

## Àrea total dels cercles de Ford
Hi ha una relació entre l'àrea dels cercles de Ford, la funció φ d'Euler {\displaystyle \varphi ,} la funció zeta de Riemann {\displaystyle \zeta ,} i la constant d'Apéry {\displaystyle \zeta (3).} Com que els cercles de Ford no s'intersequen, s'obté immediatament que l'àrea total de les circumferències de Ford
{\displaystyle \left\{C[p,q]:0\leq {\frac {p}{q}}\leq 1\right\}}
és menor que 1. De fet, l'àrea total dels cercles de Ford ve donada per una suma infinita convergent, que es pot avaluar. De la definició, l'àrea és
{\displaystyle A=\sum _{q\geq 1}\sum _{(p,q)=1 \atop 1\leq p<q}\pi \left({\frac {1}{2q^{2}}}\right)^{2}.}
Simplificant aquesta expressió s'obté
{\displaystyle A={\frac {\pi }{4}}\sum _{q\geq 1}{\frac {1}{q^{4}}}\sum _{(p,q)=1 \atop 1\leq p<q}1={\frac {\pi }{4}}\sum _{q\geq 1}{\frac {\varphi (q)}{q^{4}}}={\frac {\pi }{4}}{\frac {\zeta (3)}{\zeta (4)}},}
on la darrera igualtat reflecteix la funció generadora de Dirichlet per la funció φ d'Euler {\displaystyle \varphi (q).} Com que {\displaystyle \zeta (4)=\pi ^{4}/90,} s'obté finalment
{\displaystyle A={\frac {45}{2}}{\frac {\zeta (3)}{\pi ^{3}}}\approx 0,872284041.}